# لو شالانج (أورن)
لو شالانج هي بلدية في أورن في شمال غرب فرنسا.